# Max Deutsch
Max Deutsch   (Viena, 17 de novembre de 1892 - 8è districte de París, 22 de novembre de 1982) va ser un compositor, director d'orquestra i professor acadèmic franco-austríac. Va estudiar amb Arnold Schönberg i va ser el seu ajudant. Ensenyant a la Sorbona i a l'École Normale de Musique de Paris, va influir en estudiants notables com Philippe Capdenat, Donald Harris, György Kurtág i Philippe Manoury.

## Carrera
Nascut a Viena, Deutsch va ser alumne i ajudant d'Arnold Schönberg. Va estudiar sota ell a Viena abans de la Primera Guerra Mundial; i va seguir Schönberg com el seu ajudant a Amsterdam el 1921. Deutsch va ser becari i va ensenyar a la UNESCO i va ensenyar a la Sorbona (París IV) del 1970 al 1971 i, finalment, del 1972 a l'"École Normale de Musique" de Paris.
Va fundar a París el teatre Der Jüdische Spiegel (El mirall jueu), on es van representar per primera vegada moltes obres de compositors com Schönberg, Anton Webern i Alban Berg.
Konstantin Stanislavsky va encarregar una obra que es convertiria en l'òpera Schach (Escacs). La seva "simfonia cinematogràfica" Der Schatz (El tresor) va venir d'un encàrrec del director de cinema alemany Georg Wilhelm Pabst per proporcionar una partitura musical original per a la seva pel·lícula de 1923. En estructura, Der Schatz es va elaborar en dos formats: una partitura de pel·lícula i una obra simfònica independent. La simfonia de cinc actes va sobreviure perquè el manuscrit en aquesta última forma va ser donat al "Deutsches Filminstitut" el 1982, poc abans que Deutsch morís. Una vintena d'anys més tard, "Deutschland Radio Berlin" va col·laborar amb l'"Staatsphilharmonie Rheinland-Pfalz", dirigida per Frank Strobel, per produir un registre d"aquesta obra simfònica extremadament rara i totalment desconeguda". L'enregistrament es va convertir en el fonament d'una "restauració sincronitzada" de la pel·lícula. Com a música de pel·lícula, la "peça està puntuada per a una orquestra de teatre del tipus que es troba normalment als cinemes europeus del dia". Porta a la ment l'obra de Kurt Weill i Stefan Wolpe, i prefigura Max Steiner bandes sonores modernistes, adoptant expressionista atonal 12 tons de leitmotiv. L'ambient i el caràcter d'humor es desenvolupen; apareixen pianos a tot arreu.
De 1940 a 1945, Deutsch va servir a la Legió Estrangera Francesa. Va formar amistats de llarga durada amb Georges Bernanos i Jean Cassou. Era proper a Tristan Tzara, Jean Cocteau i Vladimir Jankelevitch. Max Deutsch era amic de Ferruccio Busoni. Va morir a París.
Després de la Segona Guerra Mundial, es va dedicar principalment a l'ensenyament de la música, seguint principalment els principis de Schönberg. A París, entre els seus centenars d'estudiants, hi havia compositors: Jorge Arriagada, Girolamo Arrigo, Colette Bailly, Sylvano Bussotti, Philippe Capdenat, Gérard Condé, Ahmed Essyad, Jacqueline Fontyn, Sylvia Hallett, Donald Harris, Félix Ibarrondo, György Kurtág, Philippe Manoury, Patrick Marcland, Luis de Pablo, Yves-Marie Pasquet, Kyriakos Sfetsas, Raymond Vaillant; Els compositors nord-americans David Chaitkin, Eugene Kurtz, Allen Shearer i Dean C. Taylor; El compositor britànic Nicholas Maw El canadenc Srul Irving Glick; L'italià Sylvano Bussotti; el director Alexandre Myrat; i el crític musical Heinz-Klaus Metzger.

## Família
L'afició a la música i la teoria musical corrien a la família. El seu germà era Frederick Dorian (1902-1991). El nom de Frederick es va transformar en Friederich Deutsch abans que es convertís en un nord-americà naturalitzat. Tots dos germans Deutsch van estudiar amb Schönberg a Viena. Frederick també era un mestre de la música i va aprendre el tema a partir d'altres fonts. Guido Adler va ensenyar a Frederick musicologia. Es va doctorar el 1924 amb la seva tesi, "Fugue in the works of Beethoven" (" Die Fugenarbeit in den Werke Beethoven's "). Eduard Steuermann li va ensenyar piano. Anton Webern li va ensenyar com dirigir i teoria musical. Va passar una etapa de quatre anys, a partir del 1930, com a crític musical, que va acabar un any com a corresponsal del "Frankfurter Zeitung" de París. Posteriorment es va convertir en professor de música de la "Universitat Carnegie-Mellon". Entre els seus alumnes més destacats hi figuren: Sylvano Bussotti, Philippe Capdenat, Srul Irving Glick o Sylvia Hallett.

## Heretat
Abans de morir, Deutsch va intentar destruir totes les seves composicions, de manera que el seu únic llegat supervivent seria els seus estudiants. No obstant això, alguns dels seus treballs van sobreviure.Each sentence or phrase in this haunting project from French poet and publisher Lefebvre (not to be confused with the Marxist philosopher) describes something lost, erased, destroyed, or otherwise unfinished within the life of an artist. Some seem frivolous: “Tintin's bedroom doesn't appear in a single album by Hergé.” Others are serious: “The composer Max Deutsch mercilessly destroyed his musical scores, having chosen to leave no trace other than teaching.”[8] Notwithstanding the efforts of Deutsch to destroy his oeuvre, at least a few examples survive.[2]
A finals del 2013 es va publicar un enregistrament de Deutsch dirigint lOrquestra Suisse Romande en una interpretació de tres "obres mestres" d'Arnold Schoenberg. Inclou breus conferències de Deutsch sobre cadascuna de les peces.

## Obres
- Schach, opera (1923)
- Der Schatz, revista (Moulin Rouge) i música de cinema per a Georg Wilhelm Pabsts (1923)
- Die freudlose Gasse (1925)
- Apotheosis, opera (1972)
- El vol, música incidental de l'obra Tristan Tzara
- Oració per a nosaltres simfonia carnal i coral amb un text de Charles Peguy
- Cors d'homes de Vinci[4][5]